# كريستين بلاندل
كريستين بلاندل (بالإنجليزية: Christine Blundell)‏ هي فنانة مكياج بريطانية، ولدت في أكتوبر 1961 في لندن في المملكة المتحدة.

## وصلات خارجية
- كريستين بلاندل على موقع IMDb (الإنجليزية)
- كريستين بلاندل على موقع قاعدة بيانات الفيلم (الإنجليزية)